# Papurana grisea
Espèce
Synonymes
- Rana grisea Van Kampen, 1913
- Hylarana grisea (Van Kampen, 1913)
- Rana grisea var. ceramensis Smith & Procter, 1921

Statut de conservation UICN

 DD  : Données insuffisantes
Papurana grisea est une espèce d'amphibiens de la famille des Ranidae.

## Répartition
Cette espèce est endémique de Nouvelle-Guinée occidentale en Indonésie. Elle se rencontre dans les monts Went au centre de la province de Papouasie.

## Description
Papurana grisea mesure jusqu'à 65 mm pour les mâles et jusqu'à 90 mm pour les femelles.

## Publication originale
- Van Kampen, 1913 : Amphibian, gesammelt von der Niederländischen Süd Neu-Guinea-Expedition von 1909-10. Nova Guinea, vol. 9, p. 453-465 (texte intégral).